# Demineralizzazione
La demineralizzazione è un processo chimico-fisico di trattamento, in genere dell'acqua, destinato all'eliminazione, totale (zero liquid discharge) o parziale, dei sali disciolti.

## Generalità
L'acqua, in quanto fluido comune e ad altissima capacità di trasporto di calore (il calore latente di vaporizzazione dell'acqua è il più alto conosciuto, con l'eccezione dell'ammoniaca) è frequentemente utilizzata per la trasmissione dell'energia, in forma di calore.
Ciò comporta la fornitura di energia termica all'acqua, ed eventualmente un cambiamento di stato fisico. In queste fasi, si può avere separazione dei sali disciolti nell'acqua stessa, che quindi precipitano depositandosi sulle superfici di scambio.
Poiché depositi salini sulle superfici riducono lo scambio termico, ecco che sorge la necessità di evitare la precipitazione. Il metodo più completo è la rimozione dei sali disciolti prima del riscaldamento, ossia la demineralizzazione.
La demineralizzazione dell'acqua si può ottenere con vari processi:
- chimico-fisico (il cosiddetto trattamento calcio-sodico);
- mediante estrazione selettiva degli ioni costituenti i sali, usando composti chimici selettivi detti resine a scambio ionico;
- osmotico

Negli appunti che seguono, le reazioni sono descritte parte in forma ionica, parte in forma classica. Ciò è forse scorretto, ma ci pare più comprensibile.

## Descrizione dei processi di demineralizzazione

### Demineralizzazione per processo calcio-sodico
I sali più dannosi ai processi termici sono quelli a bassa solubilità e quelli a solubilità inversa. Nella pratica, si parla soprattutto di sali di calcio e magnesio, e di sali degli acidi carbonico, solforoso e solforico. Per restare nei sali più comuni, i cloruri e in genere gli alogenuri sono ben solubili, così come i nitrati e i fosfati, sia pure con eccezioni. Ecco che allora il problema di trattamento si riduce alla rimozione del calcio ed alla sua sostituzione con ioni metallici che diano sali più solubili – tipicamente il sodio.
Il processo calcio-sodico consiste quindi nei seguenti passi:
mescolazione di calce viva (CaO) o spenta (Ca(OH)2) all'acqua da trattare. Avviene una reazione del tipo
RmRa + Ca(OH)2 → RmOH + CaRa,
dove Rm indica un atomo metallico, e Ra un radicale acido. Le reazioni più comuni sono del tipo
Ca(OH)2 + MgSO4 → CaSO4 + Mg(OH)2
Otteniamo così la precipitazione del magnesio sotto forma di idrossido, poco solubile (mentre è più solubile il solfato). La reazione è efficace anche su numerosi ioni metallici. La maggior parte del calcio precipita in forma di carbonato di calcio o solfato di calcio, poco solubili ed inerti.
Avremo così sostituito gli ioni metallici con ioni di solo calcio. Se ora aggiungiamo alla soluzione del carbonato di sodio, o soda Solvay, avremo la seguente reazione:
CaSO4 + Na2CO3 → CaCO3 + Na2SO4
facendo così precipitare la totalità (o quasi) del calcio in forma di carbonato.
I vantaggi di questo tipo di trattamento stanno nell'insensibilità al tenore di sali disciolti, nella possibilità di precipitare anche altri ioni metallici, nella relativa semplicità del processo chimico. Lo svantaggio principale nella complicazione dell'impianto che richiede numerosi serbatoi, pompe e decantatori e nel volume degli scarichi, che sono costituiti da una torbida di sali di calcio e magnesio, inquinati da altri metalli, che non si presta bene a trattamenti successivi.

### Demineralizzatori per permeazione
La demineralizzazione per permeazione viene ottenuta mediante separazione su membrane osmotiche semipermeabili. Le caratteristiche dell'acqua e del rigetto sono simili alla tipologia precedente. Le membrane per osmosi inversa non consentono il trattamento di fasi solide, pertanto per ottenere il recupero totale si ricorre a sistemi combinati zero liquid discharge.

### Demineralizzazione a scambio ionico
Si è osservato che dei composti organici possono reagire selettivamente verso anioni e cationi, fissandoli a sé stessi in sostituzione di un radicale, e quindi riprendere la forma originaria mediante un processo di sostituzione.
Questi composti, di varia natura, sono detti resine a scambio ionico e vengono utilizzati nella rimozione di ioni positivi e negativi da solventi di vario tipo. Hanno aspetto di sferette di diametro variabile tra il mezzo millimetro e i due millimetri.
Si può quindi concepire un sistema di rimozione dei sali che utilizzi queste resine.

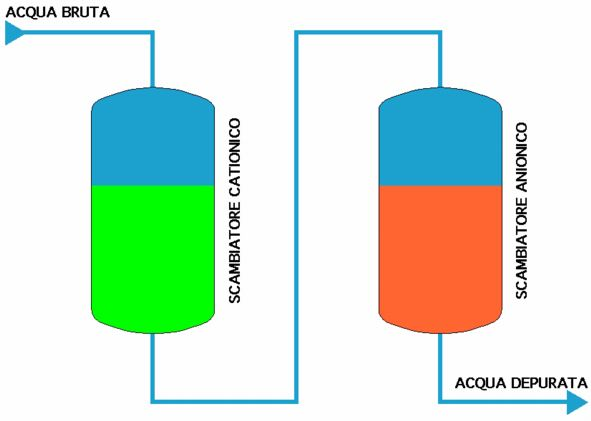
Schema di funzionamento di un demineralizzatore

Un demineralizzatore a scambio ionico è costituito da una o più camere, riempite con uno o più tipi di resine a scambio ionico, attraverso le quali passa il fluido da trattare. Considerando il caso (più comune) dell'acqua, il demineralizzatore è costituito da una prima camera, detta scambiatore cationico, in cui gli ioni metallici reagiscono con le resine, fissandosi a queste, e sono sostituiti da atomi di idrogeno, come ad esempio:
CaSO4 + 2 H+ → H2SO4 + Ca2+
Si ottiene così un'acqua fortemente acida, praticamente libera da ioni metallici. Si noti che lo scambiatore è detto cationico in quanto nell'acqua rimangono anioni e ione H+
Se nell'acqua di alimento sono presenti molti bicarbonati, si ha ad esempio la reazione seguente:
NaHCO3 + H+ → Na+ + CO2 + H2O
Poiché l'anidride carbonica può essere separata con mezzi fisici, quando conveniente l'acqua proveniente dallo scambiatore cationico viene inviata ad una torre di separazione, in cui l'anidride carbonica viene separata in flusso d'aria in controcorrente.
L'acqua proveniente dallo scambiatore cationico, eventualmente degasata, passa quindi nello scambiatore anionico, dove i radicali acidi sono scambiati con idrossili OH−, e la reazione è del tipo:
H2SO4 + 2 OH− → 2 H2O + SO2−4
E si sono quindi tolti anche i radicali acidi, ottenendo acqua pura.
In alcuni casi, le resine cationica ed anionica vengono mescolate, e il trattamento avviene in una camera unica. Questo tipo di apparecchi è detto a letto misto, ed ha un'efficienza inferiore in termini di scambio di massa, ma assai superiore in termini di purezza finale; in impianti da una certa dimensione in su, si aggiunge un letto misto dopo il demineralizzatore classico.
Le resine, cationiche ed anioniche, hanno un certo numero di radicali disponibili allo scambio; utilizzati questi, lo scambio cessa. È però possibile ricostituire i radicali mediante un processo chimico detto rigenerazione.

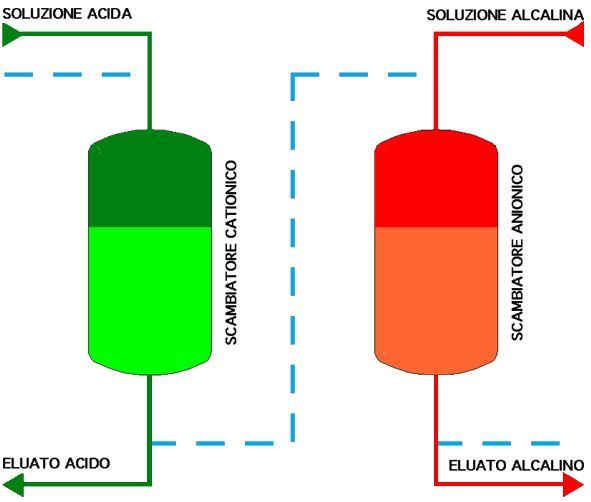
Schema di rigenerazione di un demineralizzatore

Dopo un lavaggio in controcorrente per rimuovere sia eventuali solidi sospesi che polverino di resine macinatesi in fase di lavoro, la resina viene messa in contatto con una soluzione attiva:
- nel caso della resina cationica, una soluzione di acido forte (più frequentemente cloridrico, a volte solforico o eccezionalmente di altra natura) e si avrà la reazione seguente, supponendo che sia stato rimosso del calcio:

Ca2+ + 2 HCl → CaCl2 + 2 H+
- nel caso della resina anionica, una base forte (più frequentemente soda caustica, a volte ammoniaca) e si avrà la reazione seguente, nelle stesse ipotesi:

SO2−4 + 2 NaOH → Na2SO4 + 2 OH−
Si ottiene quindi, nel caso di uso di HCl e NaOH, un eluato composto da cloruri di metalli vari e sali vari di sodio, fortemente inquinante ma trattabile ad esempio per evaporazione.
Un caso particolare di demineralizzazione (parziale) è costituito dall'addolcimento.

### Demineralizzazione cromatografica
È un caso particolare di demineralizzazione a scambio ionico, solitamente non applicato all'acqua ma a composti organici come i sughi zuccherini. Sfrutta lo stesso principio della preparazione dei campioni per cromatografia, in cui il tal quale viene passato su resine a scambio ionico che però trattengono il prodotto desiderato e lasciano passare l'indesiderato. La rigenerazione, costituita di solito da una diluizione con acqua demineralizzata restituisce un prodotto diluito ma privo di sali minerali; l'eluato, stavolta prodotto in modo continuo, è una soluzione di sali vari che è concentrabile in un evaporatore o separabile in un cristallizzatore. Il funzionamento è in linea di principio simile a quello della demineralizzazione a scambio ionico, ma solitamente non vengono usati reagenti forti.